# 隠岐の歴史

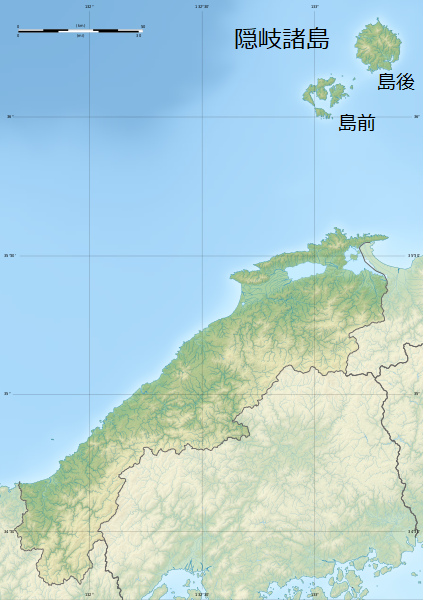
島根県における隠岐諸島

隠岐の歴史（おきのれきし）では、隠岐諸島の歴史について解説する。日本海に浮かぶ隠岐諸島は古代には隠岐国として自立的な地域を形成し、また遠流の国としても知られた。近代には島根県隠岐郡となった。戦後は過疎化が進んでいる。佐々木家住宅や隠岐郷土館では、隠岐の歴史に関する展示物を見ることができる。

## 歴史

### 先史

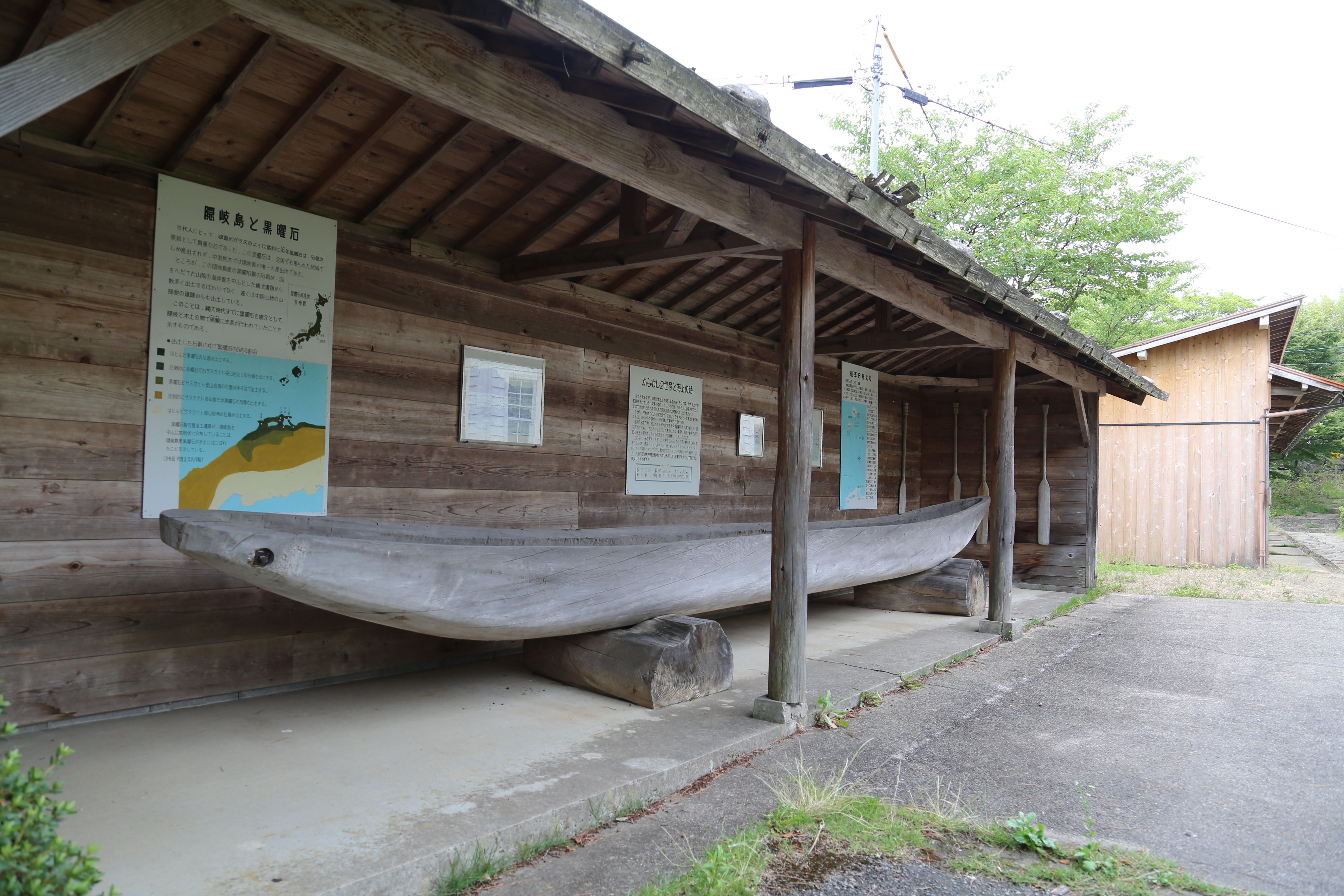
隠岐郷土館の前に展示されている丸木舟

隠岐島後（どうご）の西郷町（現隠岐の島町）津井と五箇村（同）久見には、打製石器の原料としての黒曜石を産出する。紀元前5000年頃に縄文早期前期の遺跡が西郷町津井の近くに宮尾（みやび）遺跡が  、久見の近辺に中村湊（なかむらみなと）遺跡がある。これらに遺跡は石器製作跡と推測されている。
サヌカイトより強力な隠岐の黒曜石は広く山陰地方一帯の縄文遺跡に分布し、東は能登半島、西は朝鮮半島にまで及ぶ。弥生時代後期に水稲栽培が島に入り、島後南部の八尾川下流東岸に月無遺跡が出現する。隠岐には約200基の古墳が分布、八尾川下流に隠岐最大の前方後円墳である平神社古墳（へいじんじゃ、全長47メートル、長さ約8メートルの横穴式石室）がある。

### 古代

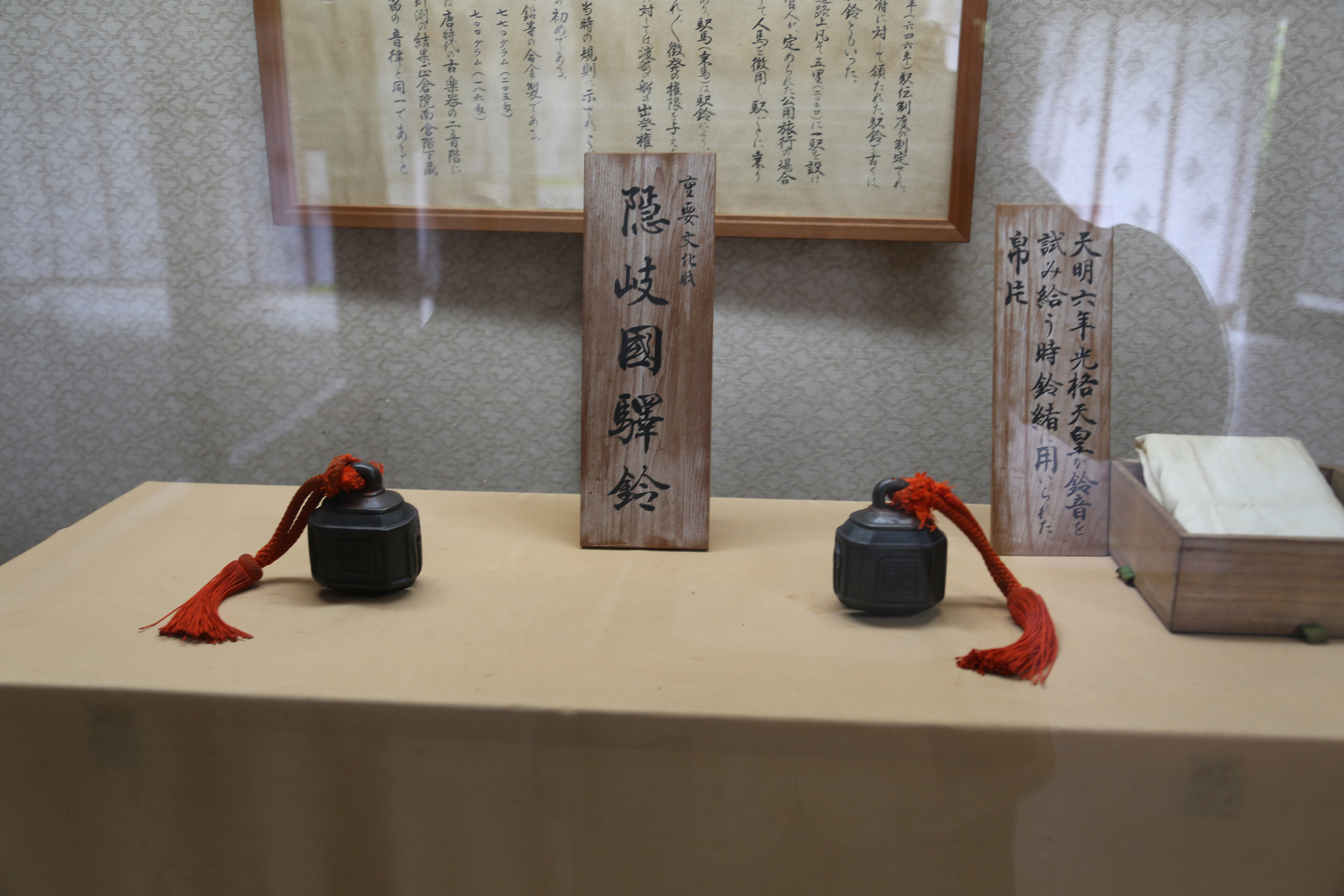
億岐家宝物館の駅鈴

大化の改新以前には億伎国造が設置され、玉若酢命神社宮司家である億岐家が国造家であったと考えられている。646年（大化2年）隠岐駅鈴2個及び隠岐国倉印が西郷町の玉若酢命神社におかれた 。隠岐国設置の年代は不明だが、大化改新後全国に国郡が置かれた時から存在したと考えられる。また、当時の木簡には「隠伎国」と記しているものもあり、設置当初にはこの名称が使われていた可能性もある。
隠岐国府は弥生時代から諸島最大の中心地であった島後の八尾川下流に置かれたが、具体的な所在地については下西の台地にあてる甲ノ原説と八尾平野に当てる説がある。国分寺、国分尼寺についても所在地は必ずしも確定的ではない。古代の隠岐国は山陰道7国のうち下国で、都からの行程は上り35日、下り18日と定められていた。億岐家宝物館には国の重要文化財に指定されている駅鈴が展示されている。
日本海の離島隠岐は古代から渤海や新羅との交渉も記録されている。763年には渤海から帰国する日本使節・平群虫麻呂の一行が日本海で遭難して隠岐に漂着し、825年には渤海国使高承祖ら103人、861年には渤海国使李居正ら105人が隠岐国に来着している。日本と新羅との関係が緊張すると隠岐国にも影響があり、869年には隠岐に弩師（弓の軍事教官）が置かれ、870年には出雲、石見、隠岐に新羅に対する警備を固めるよう命令が出された。888年には新羅国人35人が隠岐に漂着、943年には新羅船7隻が寄着するなど現実に新羅との交渉が生じた。

#### 『和名類聚抄』の郡郷
『和名類聚抄』によれば、隠岐国は4郡、12郷に分かれていた。
- 知夫郡 知夫里島及び西ノ島
  - 宇良（うら）郷、由良（ゆら）郷、三田（みた）郷
- 海部郡　中ノ島
  - 布施郷、海部（あま）郷、佐作（さつくり）郷
- 周吉郡　隠岐島後（どうご）南部
  - 賀茂郷、庵可（あむか）郷、新野（にいの）郷
- 穏地郡　隠岐島後北部
  - 都麻（つま）郷、河内（かむち）郷、武良（むら）郷

の各郷である。穏地郡は古い時代には役道郡と呼ばれていた。

#### 延喜式内社

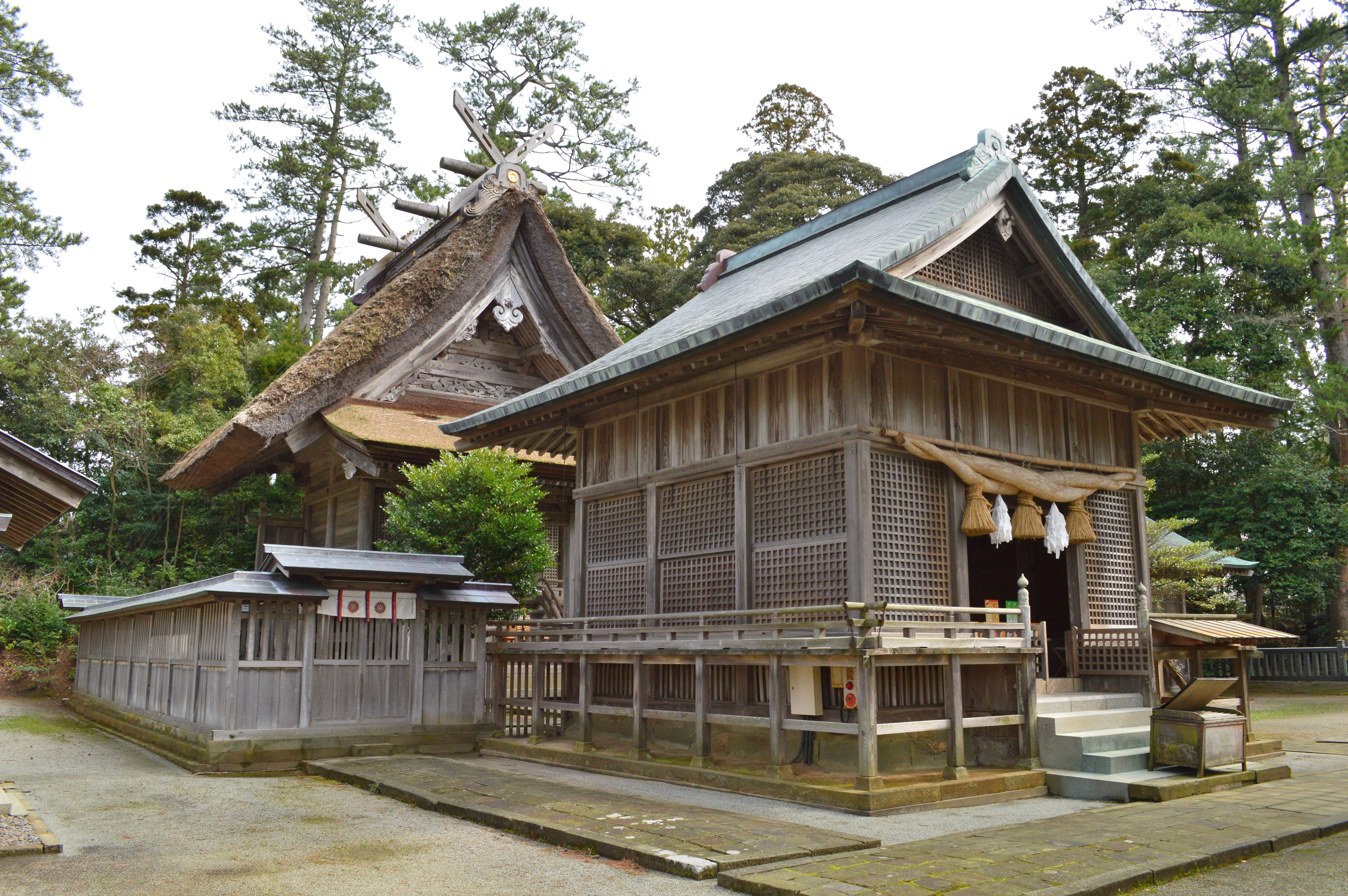
隠岐一ノ宮である水若酢神社

『延喜式神名帳』に見える隠岐国式内社は16座15社あり、名神大社は以下の4社。
- 水若酢神社　穏地郡　隠岐の島町（旧五箇地区）郡、隠岐一ノ宮
- 伊勢命神社　穏地郡（隠岐の島町久美）
- 由良比女神社　知夫郡（西ノ島町浦郷） 知夫里島から遷座
- 宇受賀命神社　海士郡（海士町宇受賀）

僻遠の地にもかかわらず名神大社が多いのは新羅に近いため、国防上の見地から朝廷の尊崇を受けたためとされる。
このほか周吉郡（隠岐の島町西郷地区下西）の式内社玉若酢命神社は国府所在地にあり、隠岐惣社とされる。

### 中世

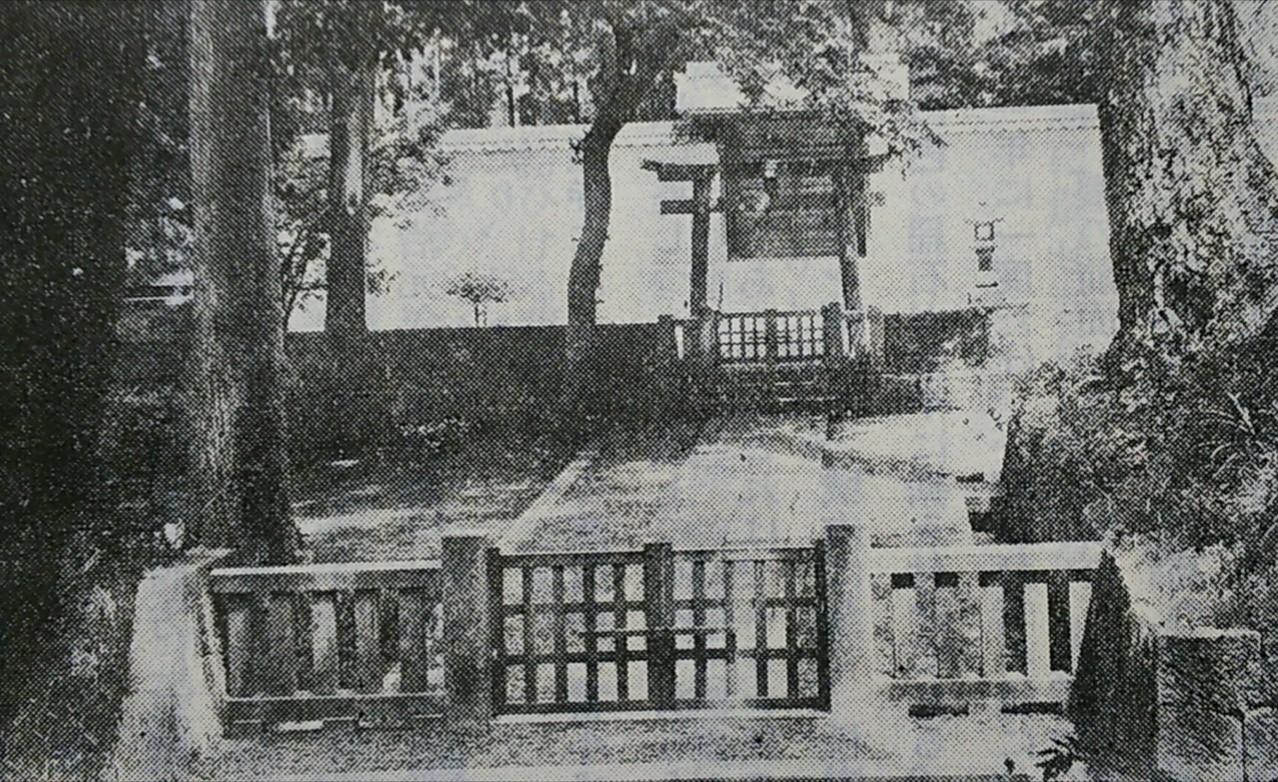
「後鳥羽天皇御火葬塚」

建久4年（1193年）、隠岐一国地頭職に佐々木定綱が補任されたことが吾妻鏡に見える。承久3年（1221年）には後鳥羽上皇が海士郡に流され、19年間配所で過ごし、元弘2年（1332年）には後醍醐天皇が配流される。天皇の配流地は隠岐島後の国分寺説と島前黒木御所説があり、決着が付いていないが、天皇はやがて脱出する。
室町時代の守護は京極氏で、隠岐守護代となったのは京極氏一門の隠岐氏で、東郷の宮田城、後に下西の甲ノ尾城を本拠地とした。これに対して在地勢力は隠岐氏に対立する毛利氏の支援を得て、両者間に戦いも起こったが、尼子氏の滅亡とともに隠岐国は毛利氏一門の吉川元春の支配となった。

### 近世

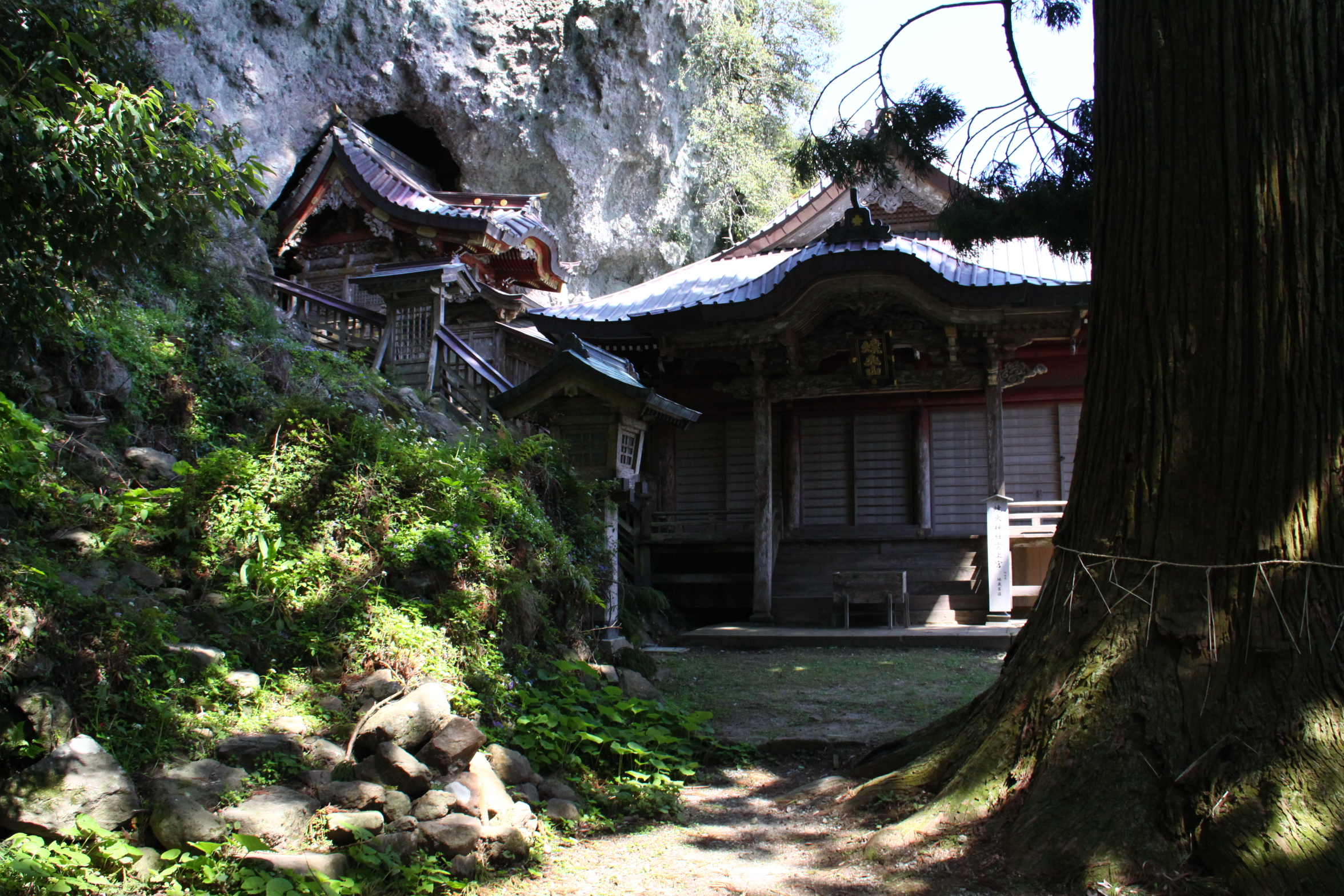
西ノ島の焼火神社

慶長5年（1600年）、堀尾吉晴が出雲・隠岐の国主となるが、寛永11年（1634年）から室町時代の隠岐・出雲の守護家の子孫である京極忠高に替わる。寛永15年（1638年）には松平直政が出雲に入り、以後の隠岐は幕府の天領（松江藩の預かり地）となった。幕府から統治を委託された松江藩は西郷に陣屋を置き、郡代に総括させ、島前と島後にそれぞれ代官を派遣して行政に当たらせた。隠岐の総石高は1万8000石とされたが、実高は1万2000石ほどであった。

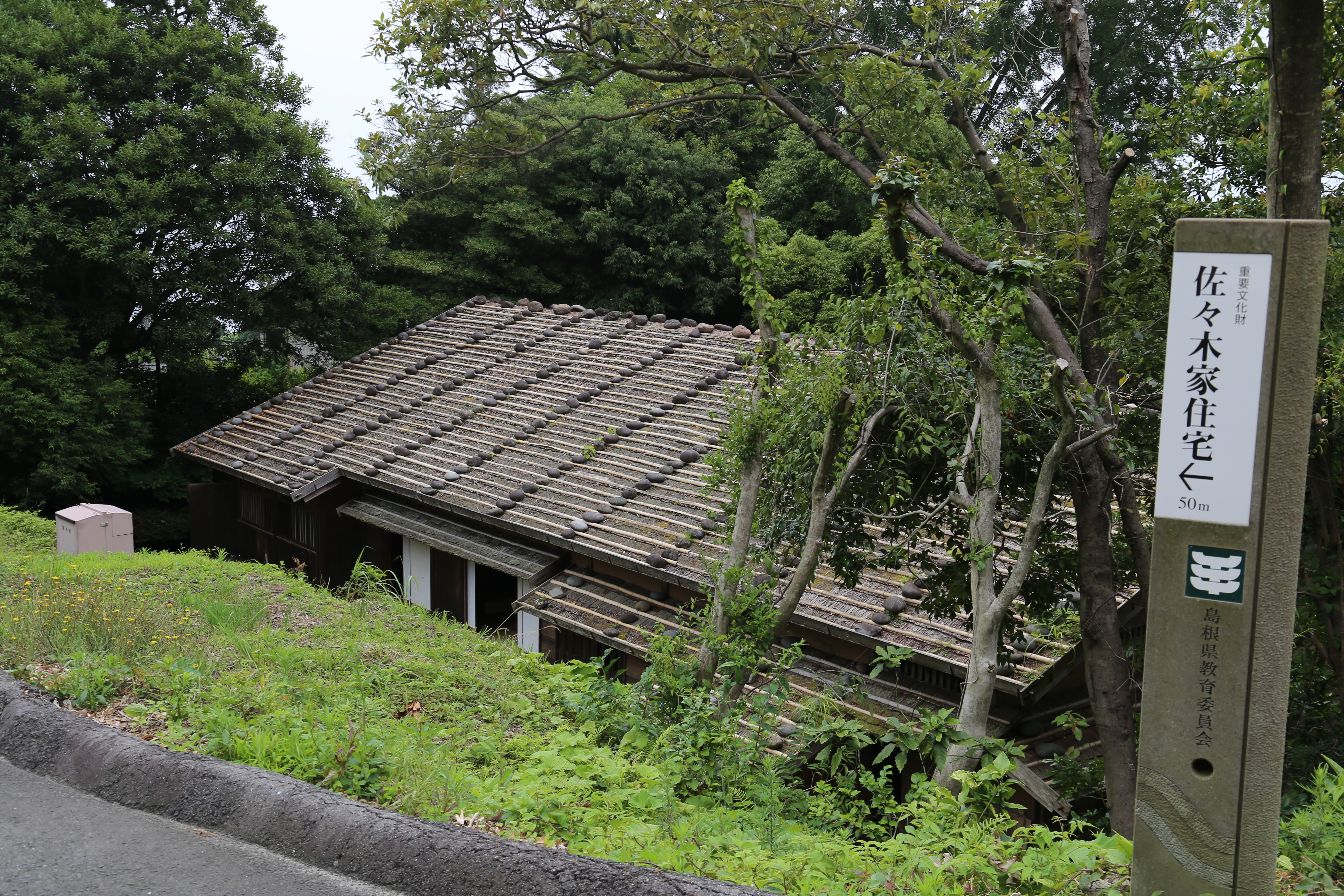
重要文化財の佐々木家住宅

島後の西郷港は18世紀から北前船の風待ち、補給港として賑わうようになった。これは隠岐島後が能登から下関あるいは博多に直行する沖乗りのコースに当たったためである。西郷港には船宿を兼ねた問屋が置かれ、自ら回船業を営む者もあった。この頃、西ノ島の焼火神社が海上安全の神様として北前船の信仰を集めた。北前船は安来の鉄や米を日本海一帯に供給する機能があったため、その後も隠岐～美保関～安来間の航路が存在し、航路廃止になった現在でも安来市には北前船の流れを汲む隠岐汽船の支社が存在する。1836年（天保7年）に建てられた佐々木家住宅は隠岐最古の木造住宅である。
明治元年（1868年）、隠岐騒動が起こり、神官と庄屋の正義党が松江藩隠岐郡代を追放し、王政復古で隠岐は朝廷御料になったと宣言して自治を行った。松江藩は隠岐に出兵して一時隠岐を奪回するが、まもなく鳥取藩が仲介して松江藩兵は撤退、自治が復活した。明治新政府は一時隠岐を鳥取藩に預ける。
明治2年（1869年）2月から8月まで隠岐国に隠岐県を設置して独立させるが、その後幕府の石見銀山領を前身とする大森県に統合された。新政府の方針は決まらず、隠岐地域の所属は島根県と鳥取県の間で移管を繰り返し、明治9年（1876年）ようやく島根県への所属に落ち着いた。

### 近現代

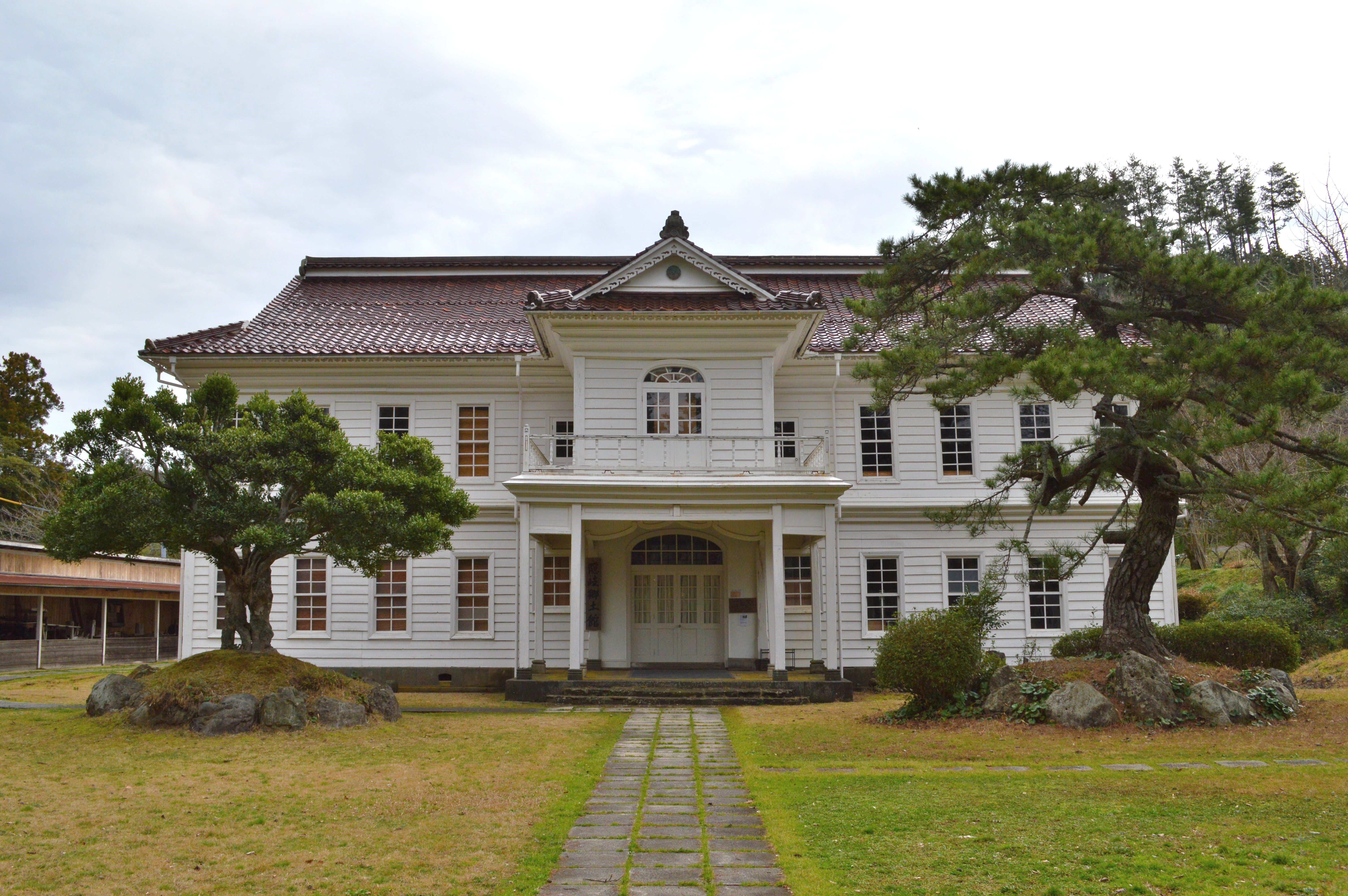
隠岐支庁庁舎（現隠岐郷土館）

島根県に編入された隠岐諸島は古代以来の海士郡、知夫郡、周吉郡、穏地郡の4郡に分かれていたが、1888年（明治21年）になって島根県庁は郡を廃止して隠岐島庁を設置、島司が行政に当たった。1904年（明治37年）には島後に西郷町など1町7村が、島前に4村が設置されている。1905年（明治38年）2月15日、竹島が日本の領土として確認され、後に五箇村の所属とされた。これは西郷町の中井養三郎がアザラシ・アシカ漁のためにリャンコ島の賃貸を政府に求め、政府が島の所属について確証がないことに気付いたためである。リャンコ島は竹島と名付けられ、隠岐島司の所管となった。隠岐島庁は1925年（大正14年）に隠岐支庁となっている。

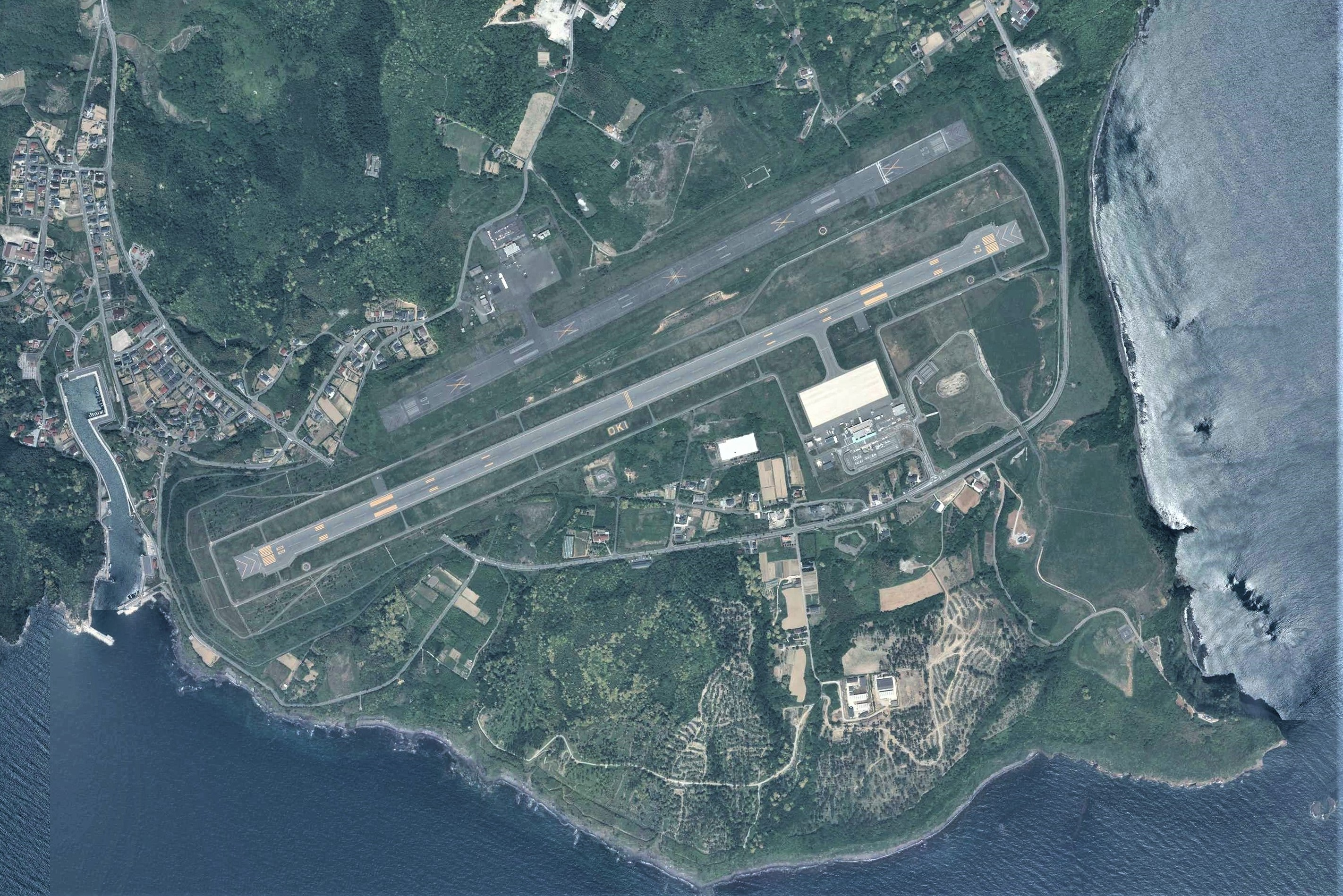
1965年に開港した隠岐空港

第二次世界大戦中は軍事基地がなかったため戦災を受けず、かえって疎開者が来島し、終戦後は外地からの引揚者で人口が増えた。しかし、日本経済の高度経済成長が始まると都会への移住者が増え、隠岐諸島では次第に過疎化が進行した。1953年（昭和28年）に離島振興法、1970年（昭和45年）には過疎地域対策緊急措置法などが適用され、基盤整備が進められた。1963年（昭和38年）には大山隠岐国立公園の指定を受け、また1965年（昭和40年）には西郷町に隠岐空港が建設されたことで、西郷町が隠岐観光の基地となった。1969年（昭和44年）に旧隠岐国の4郡がひとつになって隠岐郡が成立した。
1990年代後半から2000年代前半の平成の大合併の際、2004年（平成16年）10月1日には、西郷町、布施村、五箇村、都万村が合併して、島後全域をカバーする隠岐の島町が誕生した。島前の2町1村（海士町・西ノ島町・知夫村）も合併に向けた協議会が設置されたが、「時期尚早」として合併を見送った。島後は1町3村が陸続き、島前は2町1村が単独の島で成り立つという地政学的な問題に加えて、各島の経済的・社会的な相違も合併を見送った理由である。島根県庁は現在でも隠岐の島町（西郷地区）港町に隠岐支庁を置き、県民局、農林局、水産局、県土整備局を設置し、西ノ島にも隠岐支庁島前集合庁舎を置いている。また島根県警も島後の旧西郷地区に隠岐の島警察署、島前の西ノ島に浦郷警察署を設置する。隠岐郡の住民は全部で約24,000人である。

## 自治体の変遷

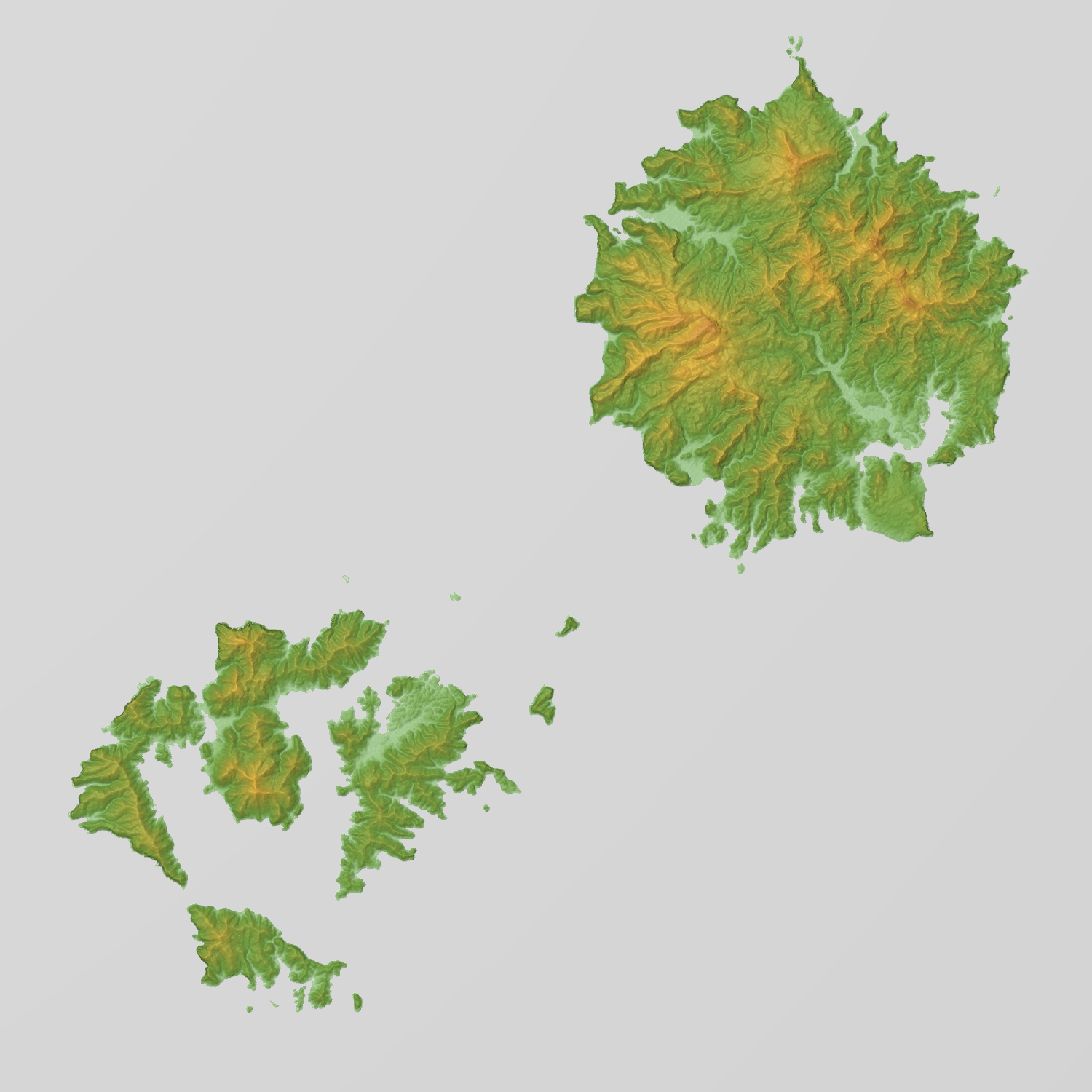
隠岐の地勢図

1889年（明治22年）以後には日本各地に町村制が施行されており、1908年（明治41年）には日本各地の島嶼地域に島嶼町村制が施行されているが、隠岐諸島には島嶼町村制以前の1904年（明治37年）5月1日に「島根県隠岐国ニ於ケル町村ノ制度ニ関スル件」が施行されている。これにより1904年には島前に4村が、島後に1町7村が設置された。現在は島前に西ノ島町・海士町・知夫村の2町1村があり、島後は全域が隠岐の島町となっている。海士町・知夫村は1904年から自治体域に変化がない。

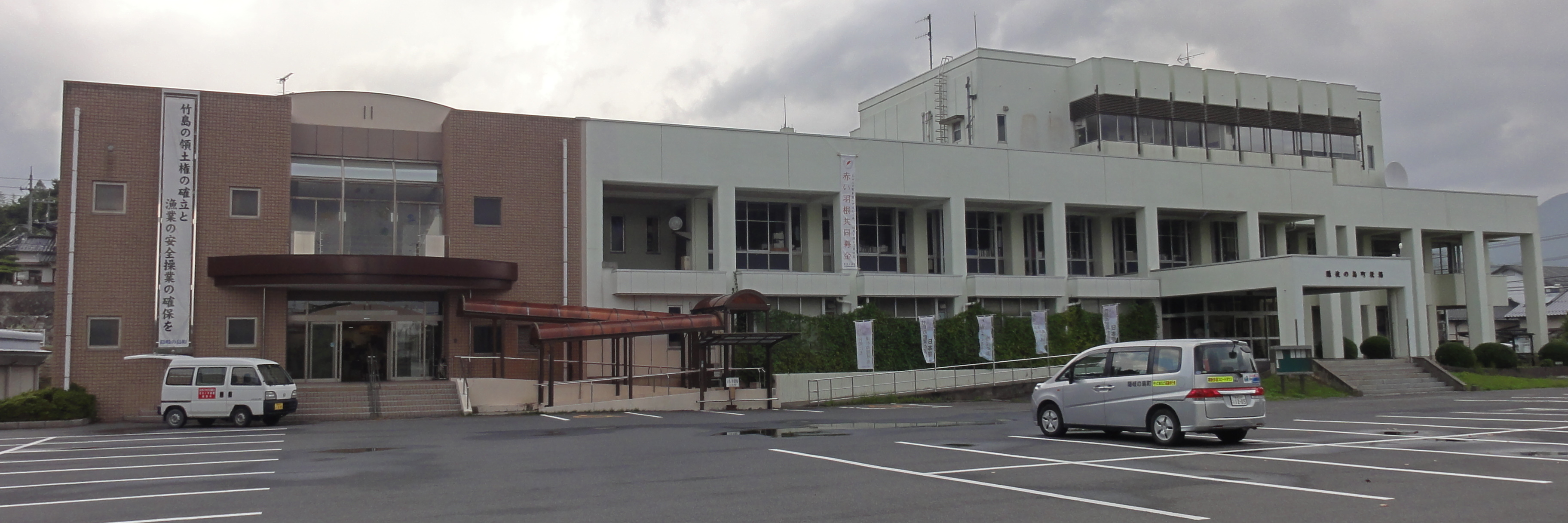
隠岐の島町役場
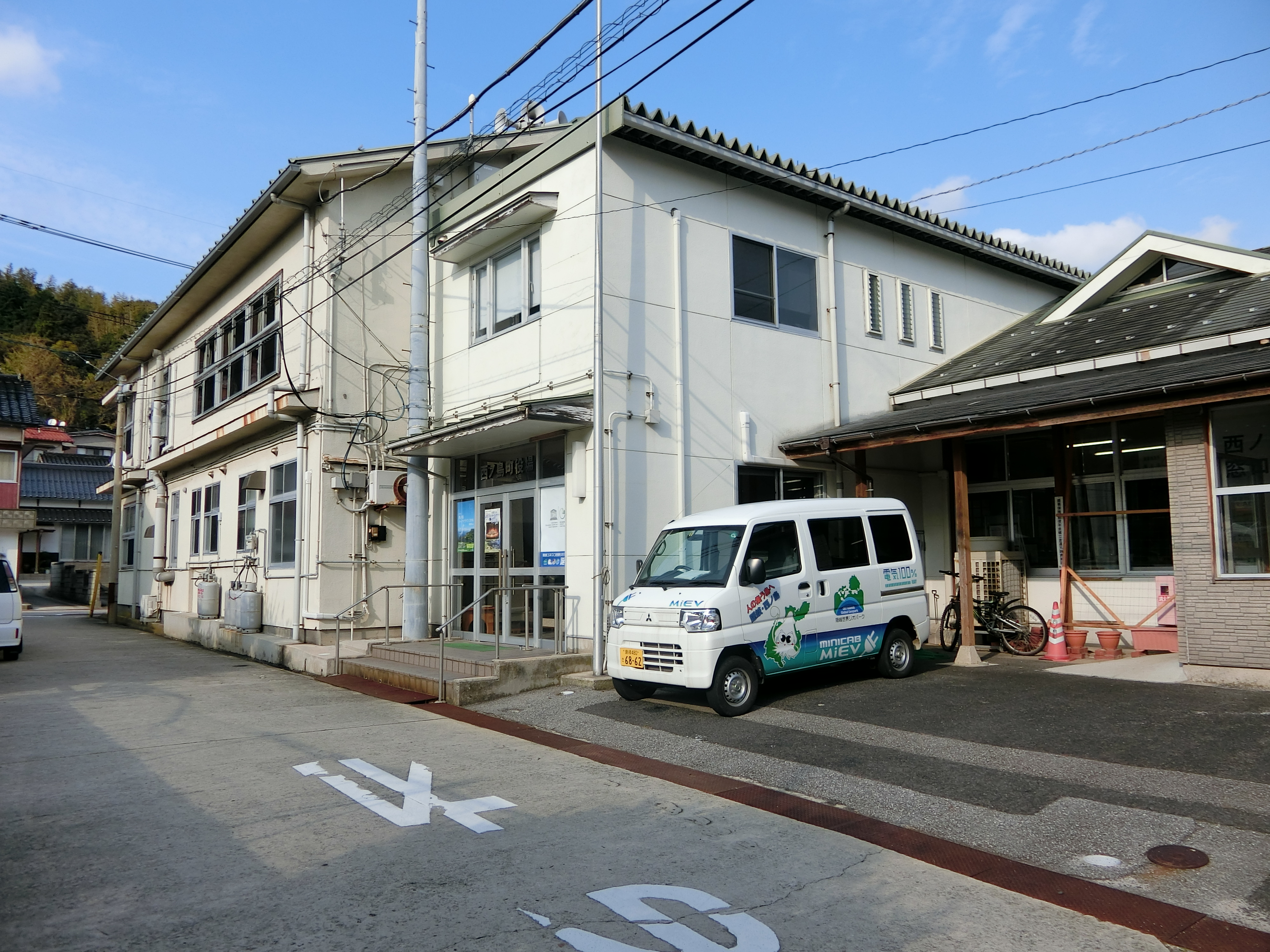
西ノ島町役場
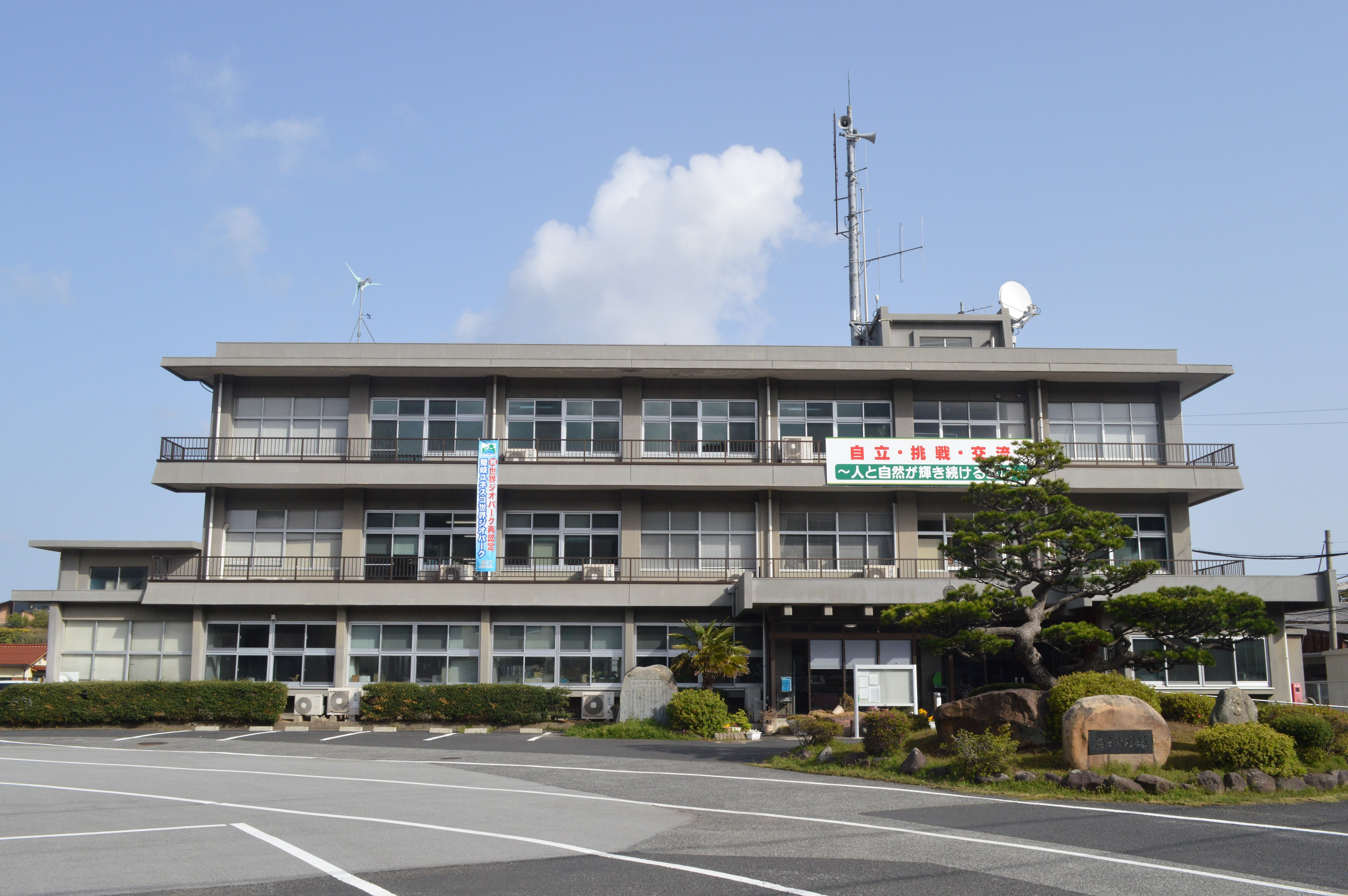
海士町役場
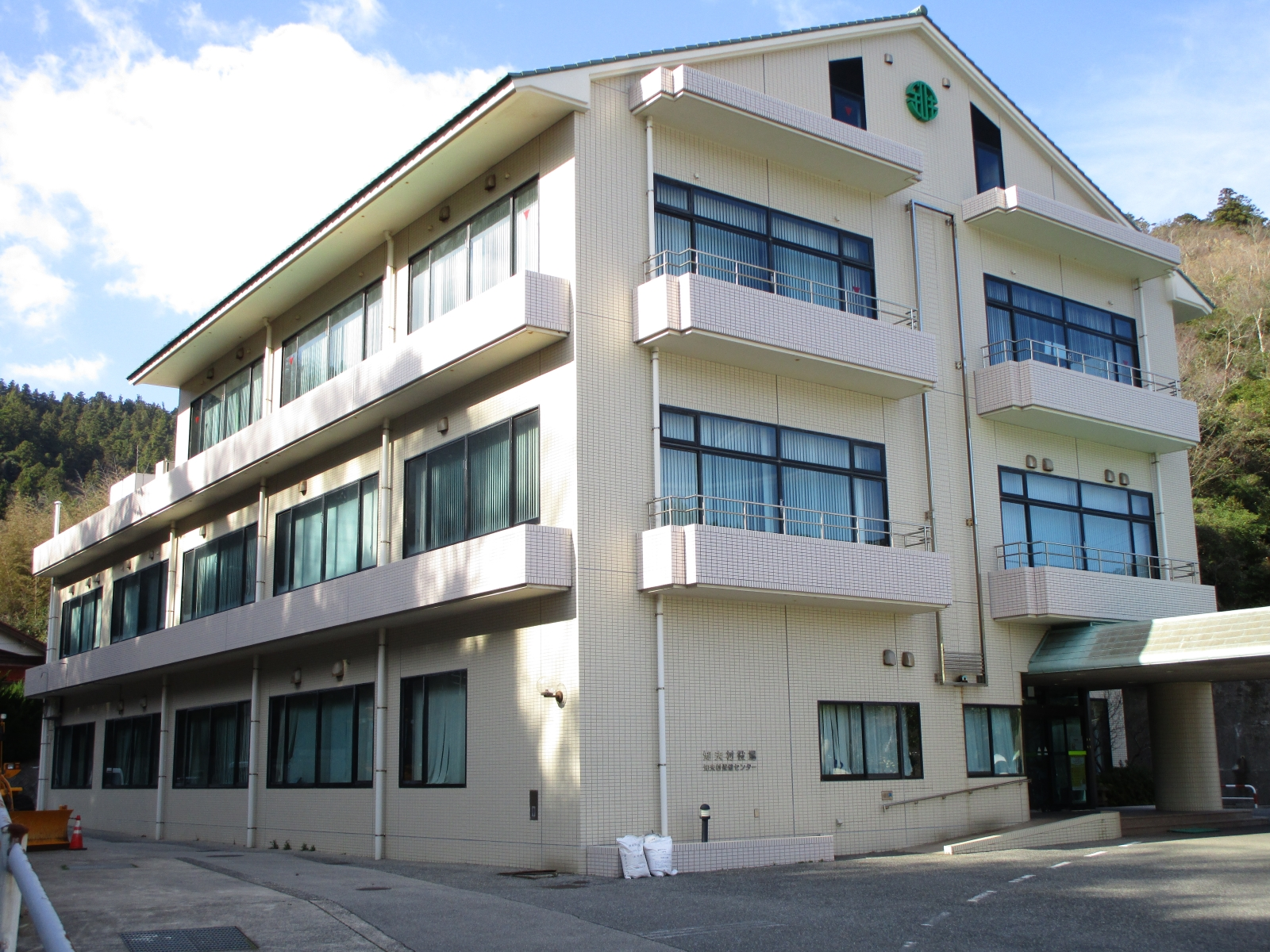
知夫村役場

| 島前地域の自治体の変遷 | 島前地域の自治体の変遷 | 島前地域の自治体の変遷        | 島前地域の自治体の変遷      | 島前地域の自治体の変遷       |
| 地域                   | 1904年-1946年          | 1946年-1957年                 | 1957年-1969年               | 1969年-現在                  |
| ---------------------- | ---------------------- | ----------------------------- | --------------------------- | ---------------------------- |
| 島前                   | 浦郷村                 | 1946年11月3日 町制施行 浦郷町 | 1957年2月11日 合併 西ノ島町 | 西ノ島町                     |
| 島前                   | 黒木村                 | 黒木村                        | 1957年2月11日 合併 西ノ島町 | 西ノ島町                     |
| 島前                   | 海士村                 | 海士村                        | 海士村                      | 1969年1月1日 町制施行 海士町 |
| 島前                   | 知夫村                 | 知夫村                        | 知夫村                      | 知夫村                       |

| 島後 | 西郷町 | 1954年7月1日 合併 西郷町 | 1960年11月1日 合併 西郷町 | 2004年10月1日 合併 隠岐の島町 |
| 島後 | 東郷村 | 1954年7月1日 合併 西郷町 | 1960年11月1日 合併 西郷町 | 2004年10月1日 合併 隠岐の島町 |
| 島後 | 中条村 | 1954年7月1日 合併 西郷町 | 1960年11月1日 合併 西郷町 | 2004年10月1日 合併 隠岐の島町 |
| 島後 | 磯村   | 1954年7月1日 合併 西郷町 | 1960年11月1日 合併 西郷町 | 2004年10月1日 合併 隠岐の島町 |
| 島後 | 中村   | 中村                     | 1960年11月1日 合併 西郷町 | 2004年10月1日 合併 隠岐の島町 |
| 島後 | 布施村 | 布施村                   | 布施村                    | 2004年10月1日 合併 隠岐の島町 |
| 島後 | 都万村 | 都万村                   | 都万村                    | 2004年10月1日 合併 隠岐の島町 |
| 島後 | 五箇村 | 五箇村                   | 五箇村                    | 2004年10月1日 合併 隠岐の島町 |

- 隠岐の島町役場
- 西ノ島町役場
- 海士町役場
- 知夫村役場

## 竹島

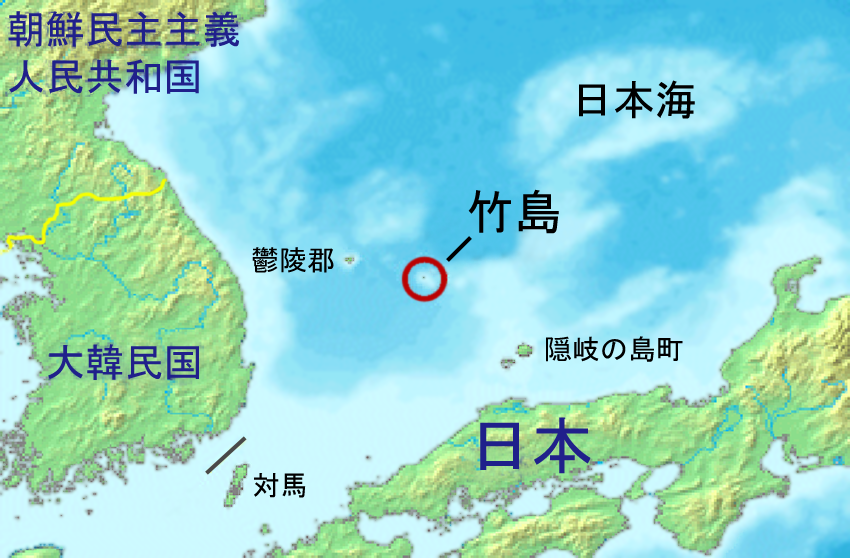
竹島

竹島は隠岐島の北西約157キロに位置する岩礁（総面積230,967平方メートル）である。1905年（明治38年）2月22日の閣議で島根県隠岐島司の所管とされ、同年5月17日に島根県の官有台帳に記載されている。戦時中は海軍用地として舞鶴鎮守府の所管となる。1953年（昭和28年）から韓国の実効支配下にあるが、日本政府の見解では日本国の国有財産として財務省理財局の所管となっている。海上保安庁は隠岐の島町に隠岐海上保安署を置いて周辺海域警備に当たっている。

## 関連文献
- 隠岐島誌（島根県隠岐支庁、1933年） - Google ブックス